# Icelus toyamensis
Icelus toyamensis is een straalvinnige vissensoort uit de familie van donderpadden (Cottidae). De wetenschappelijke naam van de soort is voor het eerst geldig gepubliceerd in 1951 door Matsubara & Iwai.